# Agrias praetexta
Agrias praetexta är en fjärilsart som beskrevs av Biedermann 1927. Agrias praetexta ingår i släktet Agrias och familjen praktfjärilar. Inga underarter finns listade i Catalogue of Life.